# Liste der Könige von León
Die Liste der Könige von León enthält die Herrscher des mittelalterlichen Königreichs León, seit es im frühen 10. Jahrhundert aus dem Königreich Asturien hervorgegangen war. Das benachbarte Königreich Galicien war mit ihm assoziiert.
Seit 1037 war León zeitweise mit dem Königreich Kastilien, das selbst aus ihm heraus entstanden war, in Personalunion verbunden. Dies wurde ab 1230 zum Dauerzustand.

## Liste der Könige von León

### Haus Kantabrien
| Bild | Name Kastilisch (Lebensdaten)                                              | Regierungszeit | Verwandtschaft                    | Anmerkungen |
| ---- | -------------------------------------------------------------------------- | -------------- | --------------------------------- | --- |
|      | García I. (* um 871; † 914)                                                | 910–914        | Sohn von Alfons III. von Asturien | Übernahm 910 das Königreich León, das nach seinem Tod an Ordoño II. ging. |
|      | Ordoño II. († 924)                                                         | 914–924        | Bruder des Vorgängers             | Übernahm 910 das Königreich Galicien und übernahm 914 auch León. Siegte 917 über die Mauren bei San Esteban de Gormaz, unterlag ihnen aber 920 bei Valdejunquera. Nach seinem Tod wurde León-Galicien von Fruela II. übernommen. |
|      | Fruela II. der Aussätzige (* um 875; † 925)                                | 924–925        | Bruder des Vorgängers             | Übernahm 910 das Königreich Asturien und 924 auch León-Galicien. |
|      | Alfonso Froilaz der Bucklige Alfonso Froilaz el Jorobado (* um 875; † 925) | 925            | Sohn des Vorgängers               | Wurde von den Söhnen Ordoños II. verdrängt. |
|      | Sancho Ordóñez († 929)                                                     | 925–929        | Sohn von Ordoño II.               | Übernahm 925 das Königreich Galicien, das bei seinem Tod sein Bruder übernahm. |
|      | Alfons IV. der Mönch Alfonso le Monje († 933)                              | 925–931        | Sohn von Ordoño II.               | Übernahm 925 das Königreich León und beim Tod seines Bruders Sancho 929 auch das Königreich Galicien, welches fortan mit León verbunden blieb.                                                                                   |
|      | Ramiro II. der Große Ramiro el Grande († 951)                              | 931–951        | Bruder des Vorgängers             | |
|      | Ordoño III. († 956)                                                        | 951–956        | Sohn des Vorgängers               | |
|      | Sancho I. der Fette Sancho el Craso (* 935; † 966)                         | 956–958        | Halbbruder des Vorgängers         | |
|      | Ordoño IV. der Böse Ordoño el Malo (* 926; † 962)                          | 958–959        | Sohn von Alfons IV.               | |
|      | Sancho I. der Fette Sancho el Craso (* 935; † 966)                         | 959–966        |                                   | |
|      | Ramiro III. (* 961; † 985)                                                 | 966–984        | Sohn des Vorgängers               | |
|      | Bermudo II. der Gichtbrüchige Bermudo el Gotoso (* 956; † 999)             | 984–999        | Sohn von Ordoño III.              | Erhob sich 982 in Galicien gegen Ramiro III., den er 984 schließlich ganz vertrieb. |
|      | Alfons V. der Edle Alfonso le Noble (* 994; † 5. Juli 1028)                | 999–1028       | Sohn des Vorgängers               | |
|      | Bermudo III. (* 1017; † 1037)                                              | 1028–1037      | Sohn des Vorgängers               | |

### Haus Jiménez
| Bild | Name Kastilisch (Lebensdaten)                                           | Regierungszeit | Verwandtschaft                                                            | Anmerkungen |
| ---- | ----------------------------------------------------------------------- | -------------- | ------------------------------------------------------------------------- | --- |
|      | Ferdinand I. der Große Fernando el Grande (* 1018; † 27. Dezember 1065) | 1037–1065      | Sohn der Munia Mayor von Kastilien und des Königs Sancho III. von Navarra | Seit 1032 Graf von Kastilien. Besiegte 1037 seinen Schwager Bermudo III. und übernahm die Königreiche Léon und Galicien. Teilte seine Länder unter seinen Söhnen auf, wobei der Königstitel nun auch auf Kastilien übertragen wurde. |
|      | Alfons VI. der Tapfere Alfonso el Bravo (* Juni 1040; † 30. Juni 1109)  | 1065–1072      | Sohn des Vorgängers                                                       | Wurde 1072 von seinem Bruder, König Sancho II. von Kastilien, entmachtet. Der aber wurde noch im selben Jahr von ihrer Schwester ermordet, worauf Alfons VI. sowohl León als auch Kastilien übernehmen konnte.                       |
|      | Sancho II. der Starke Sancho el Fuerte (* um 1038; † 7. Oktober 1072)   | 1072           | Bruder des Vorgängers                                                     | König von Kastilien, übernahm er 1072 auch León. Wurde aber kurz darauf von seiner Schwester ermordet, was die Rückkehr Alfons VI. ermöglichte.                                                                                      |
|      | Alfons VI. der Tapfere Alfonso el Bravo (* Juni 1040; † 30. Juni 1109)  | 1072–1109      |                                                                           | Nach dessen Ermordung Sanchos II. konnte er León und Kastilien in Personalunion übernehmen. Eroberte 1085 Toledo von den Mauren. |
|      | Urraca (* Juni 1080; † 8. März 1126)                                    | 1109–1126      | Tochter des Vorgängers                                                    | Königin von Kastilien, León und Galicien. Verheiratet mit Raimund von Burgund und König Alfons I. von Aragón. |

### Haus Burgund-Ivrea
| Bild | Name Kastilisch (Lebensdaten)                                                       | Regierungszeit | Verwandtschaft       | Anmerkungen |
| ---- | ----------------------------------------------------------------------------------- | -------------- | -------------------- | --- |
|      | Alfons VII. der Kaiser Alfonso el Emperador (* 11. März 1104/05; † 21. August 1157) | 1126–1157      | Sohn der Vorgängerin | König von Kastilien, León und Galicien. Kämpfte gegen seinen Stiefvater und die Mauren. Krönte sich am 26. Mai 1135 zum „Kaiser von ganz Spanien“ (Imperator totius Hispaniae). Teilte Kastilien und León unter seinen Söhnen auf. |
|      | Ferdinand II. (* 1137/38; † 28. Januar 1188)                                        | 1157–1188      | Sohn des Vorgängers  | Eroberte 1166 Alcántara, Albuquerque und Elvas von dem Mauren. |
|      | Alfons IX. (* 15. August 1171; † 23.24. September 1230)                             | 1188–1230      | Sohn des Vorgängers  | Heiratete seine Cousine und Erbin von Kastilien, Berenguela, musste sich von dieser jedoch auf kirchlichen Druck hin wieder trennen. Ihr gemeinsamer Sohn Ferdinand der Heilige bestieg 1217 den Thron Kastiliens.                 |

| Alfons IX. war der letzte König eines unabhängigen León. Nach seinem Tod 1230 folgte ihm sein Sohn Ferdinand 'der Heilige' von Kastilien auf dem Thron nach und begründete so die dauerhafte Einheit zwischen Kastilien und León. Für die nachfolgenden Könige siehe: Liste der Könige von Kastilien |